# Guy Stockwell
Guy Stockwell (New York, 16 novembre 1933 – Prescott, 6 febbraio 2002) è stato un attore statunitense.

## Biografia
Figlio dell'attore e cantante Harry Stockwell, e fratello maggiore dell'attore Dean Stockwell, Guy Stockwell iniziò in giovanissima età la sua carriera di attore sul palcoscenico. Nel 1943 apparve a Broadway nella pièce Innocent Voyage, dove recitò con suo fratello Dean, mentre nella stagione 1944-1945 interpretò il ruolo di Oliver Blachman nella commedia Chicken Every Sunday di Julius J. e Philip G. Epstein. 
Cofondatore del Los Angeles Art Theater, Stockwell deve principalmente la sua fama al personaggio dello skipper Chris Parker, che egli interpretò dal 1961 al 1962 in 26 episodi della serie televisiva Avventure in paradiso, ambientata nel Sud Pacifico, e alla partecipazione alla serie antologica The Richard Boone Show, di cui interpretò 25 episodi tra il 1963 al 1964.
Stockwell raggiunse l'apice della carriera nella seconda metà degli anni sessanta, periodo in cui apparve anche in numerose pellicole di grande successo, come Il principe guerriero (1965), accanto a Charlton Heston, e Tobruk (1967). Interpretò inoltre il ruolo di Buffalo Bill Cody nel western I dominatori della prateria (1966) e fu protagonista del film d'avventura Beau Geste (1966), al fianco di Leslie Nielsen e Telly Savalas. Lavorò intensamente per il piccolo schermo fino alla fine degli anni ottanta, partecipando a innumerevoli serie televisive come Perry Mason (1964), Bonanza (1964-1969), Sulle strade della California (1976), Le strade di San Francisco (1976), Fantasilandia (1978), Magnum P.I. (1981), La signora in giallo (1987-1990), Colombo (1990).
Sposato e divorziato tre volte, padre di tre figli, Stockwell morì nel 2002, all'età di 68 anni, per le complicanze del diabete di cui aveva sofferto negli ultimi anni della sua vita.

## Filmografia parziale

### Cinema
- Le tre spade di Zorro (Las tres espadas del Zorro), regia di Ricardo Blasco (1963)
- Il principe guerriero (The War Lord), regia di Franklin J. Schaffner (1965)
- L'affare Blindfold (Blindfold), regia di Philip Dunne (1966)
- I dominatori della prateria (The Plainsman), regia di David Lowell Rich (1966)
- Beau Geste, regia di Douglas Heyes (1966)
- Tobruk, regia di Arthur Hiller (1967)
- Il club degli intrighi (Banning), regia di Ron Winston (1967)
- Il pirata del re (The King's Pirate), regia di Don Weis (1967)
- Spie oltre il fronte (In Enemy Country), regia di Harry Keller (1968)
- Lo chiamavano sergente Blu (The Gatling Gun), regia di Robert Gordon (1971)
- Baby Killer (It's Alive!), regia di Larry Cohen (1974)
- Airport '75 (Airport 1975), regia di Jack Smight (1974)
- Santa Sangre, regia di Alejandro Jodorowsky (1988)

### Televisione
- Gli uomini della prateria (Rawhide) – serie TV, episodio 1x17 (1959)
- Men Into Space – serie TV, episodio 1x13 (1959)
- Carovana (Stagecoach West) – serie TV, episodio 1x07 (1960)
- Surfside 6 – serie TV, episodio 1x30 (1961)
- Lock-Up – serie TV, episodio 2x31 (1961)
- Avventure in paradiso (Adventures in Paradise) – serie TV, 26 episodi (1961-1962)
- The Gallant Men – serie TV, episodio 1x15 (1963)
- The Richard Boone Show – serie TV, 25 episodi (1963-1964)
- Perry Mason – serie TV, 1 episodio (1964)
- Carovane verso il West (Wagon Train) – serie TV, 1 episodio (1964)
- Ironside – serie TV, 1 episodio (1967)
- Insight – serie TV, 6 episodi (1964-1969)
- Bonanza – serie TV, 2 episodi (1964-1969)
- Il virginiano (The Virginian) – serie TV, episodio 8x06 (1969)
- La terra dei giganti (Land of the Giants) – serie TV, 1 episodio (1969)
- Selvaggio west (The Wild Wild West) – serie TV, episodio 4x22 (1969)
- Lancer – serie TV, episodio 1x23 (1969)
- Mannix – serie TV, 1 episodio (1971)
- F.B.I. (The F.B.I.) – serie TV, 1 episodio (1971)
- Mod Squad, i ragazzi di Greer (The Mod Squad) – serie TV, 1 episodio (1972)
- Difesa a oltranza (Owen Marshall, Counselor at Law) – serie TV, 1 episodio (1973)
- Sulle strade della California (Police Story) – serie TV, 1 episodio (1976)
- Le strade di San Francisco (The Streets of San Francisco) – serie TV, episodio 5x08 (1976)
- Poliziotto di quartiere (The Blue Knight) – serie TV, 1 episodio (1976)
- Quincy (Quincy, M.E.) – serie TV, 1 episodio (1977)
- Fantasilandia (Fantasy Island) – serie TV, 1 episodio (1978)
- CHiPs – serie TV, 1 episodio (1978)
- Alla conquista del West (How the West Was Won) – serie TV, 1 episodio (1979)
- Magnum P.I. – serie TV, 1 episodio (1981)
- T.J. Hooker – serie TV, 1 episodio (1982)
- Supercar (Knight Rider) – serie TV, 2 episodi (1983)
- Professione pericolo (The Fall Guy) – serie TV, 1 episodio (1983)
- Simon & Simon – serie TV, 2 episodi (1983-1984)
- Matlock – serie TV, 1 episodio (1987)
- La signora in giallo (Murder, She Wrote) – serie TV, episodi 3x11-4x12-7x04 (1987-1990)
- Colombo (Columbo) – serie TV, episodio 10x1 (1990)

## Doppiatori italiani
Nelle versioni in italiano delle opere in cui ha recitato, Guy Stockwell è stato doppiato da:
- Pino Locchi ne Il principe guerriero, Tobruk
- Nando Gazzolo in L’affare Blindfold
- Pietro Biondi in Airport '75
- Franco Odoardi in CHiPs
- Giuseppe Fortis in La signora in giallo (ep. 3x11)
- Silvio Anselmo in La signora in giallo (ep. 4x12)
- Franco Chillemi in La signora in giallo (ep. 7x04)